# Patrick O'Flynn
Pour les articles homonymes, voir O'Flynn.
Patrick O'Flynn, né le 29 août 1965 à Cambridge et mort en mai 2025 à Londres, est un homme politique britannique. Il est député européen de 2014 à 2019.

## Biographie
Lors des élections européennes de 2014, Patrick O'Flynn est élu au Parlement européen sous les couleurs du Parti pour l'indépendance du Royaume-Uni (UKIP). En novembre 2018, il quitte ce parti, critiquant notamment la nomination de l'activiste d'extrême droite Tommy Robinson au sein de la direction du parti. Il rejoint alors le Parti social-démocrate.